# 战冠

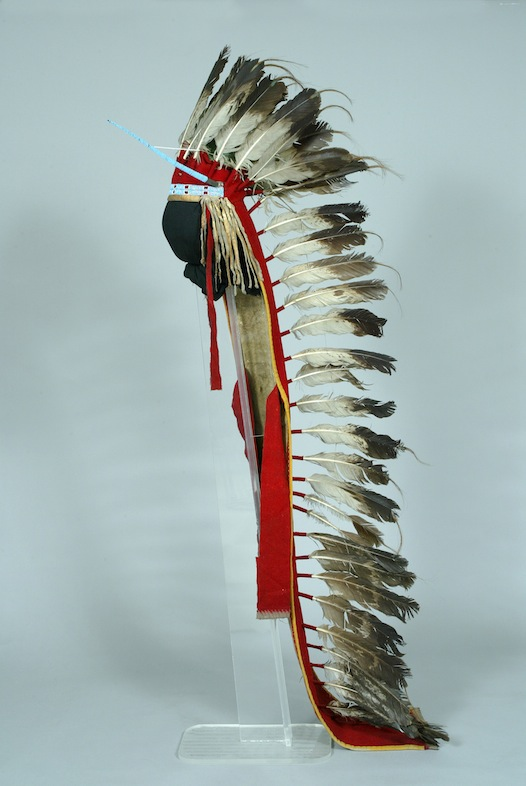
藏于印第安納波利斯兒童博物館的典型平原印第安人战冠

战冠（英語：War bonnet）是北美洲大平原印第安人的一种羽毛头饰，通常由族群内广受尊敬者佩戴。
战冠最初是平原印第安人作战时佩戴的头饰，随后逐渐演变为部落仪式期间的典礼头饰。战冠的羽毛通常是鹰羽，鹰羽被许多平原印第安族群视为最为尊贵的象征，许多战士一生中仅获得两到三根鹰羽的奖赏；当鹰羽数量较多时，就会被编织成战冠头饰。战冠被印第安人在精神层面和政治层面赋予重要意义，成为族群内部广受认可、享有盛名人士的专属头饰。这类著名人士通常曾展现出无私而英勇的光荣行为，或是为族群的繁荣作出了重大贡献。在大部分族群中，战冠仅仅是部落内部的酋长和精神领袖的专属头饰。
在平原印第安人的传统中，战冠仅能由男人佩戴，女人另有其他种类的头饰。但近年来，许多名望较高的原住民女性都被授予战冠头饰，作为荣誉的象征。
除了传统的鹰羽战冠外，平原印第安人另有其他种类的战冠，如带有野牛角、染色马鬃和猫头鹰羽的鹿皮战冠，插有金雕尾羽的鹿皮或毛毡战冠，以及羽毛排列松散、垂在两侧的鹿皮或毛毡战冠。

## 流行文化
由于战冠极具特色的外形，佩戴战冠的平原印第安人在现代已经成为关于美洲原住民的典型刻板印象，被现代流行文化用以作为美洲原住民文化的象征。但是，未经许可而唐突地佩戴战冠的行为会被印第安人视为冒犯。曾有非原住民在当地演出期间佩戴羽毛战冠，招致美洲原住民的反对和批评。已经有多个音乐节的组织方禁止售卖和佩戴美洲原住民头饰。

## 图册

20世纪初明信片，阿帕奇族战士，可见三人佩戴的鹰羽数量不同。
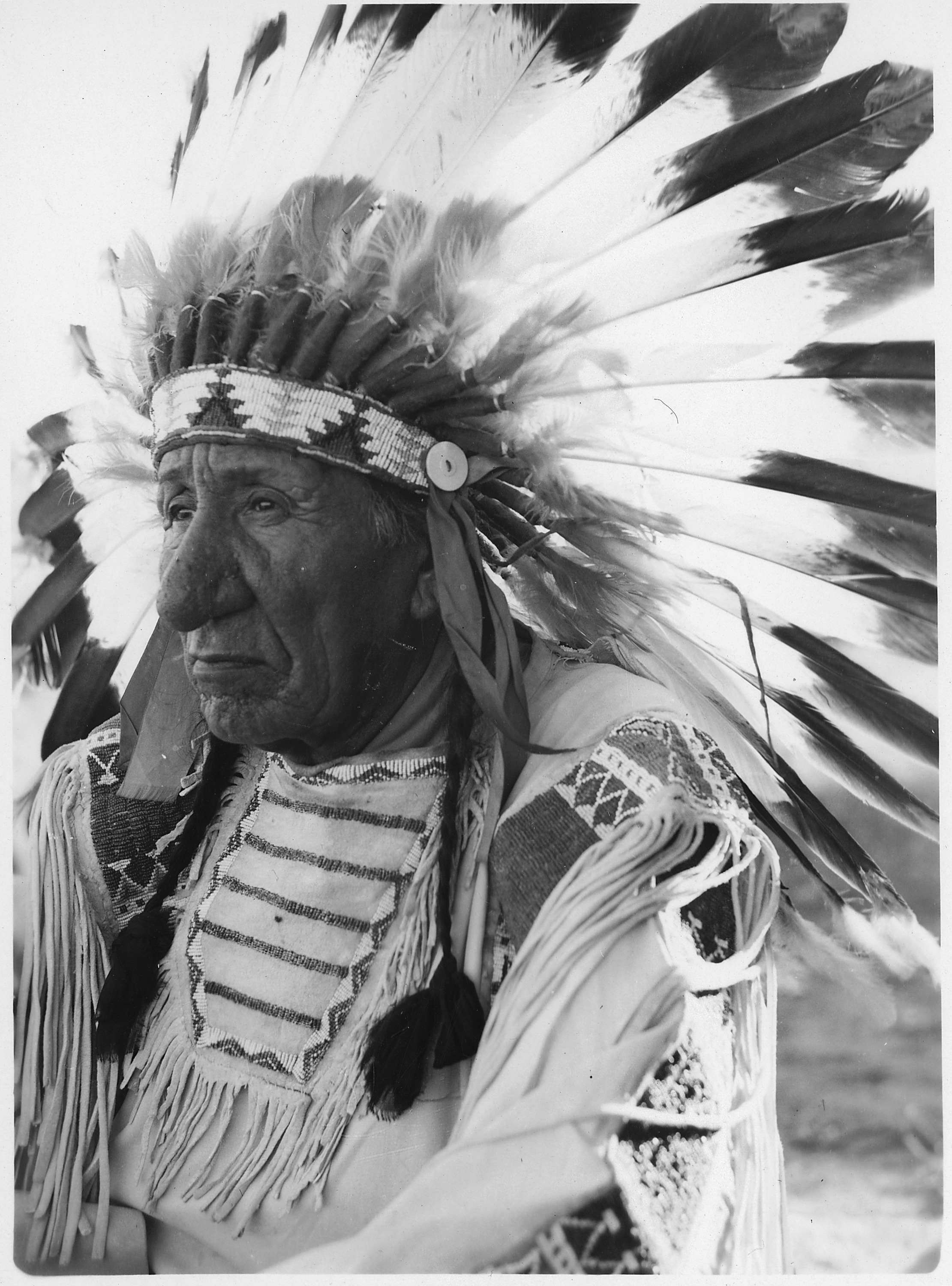
苏族酋长红云
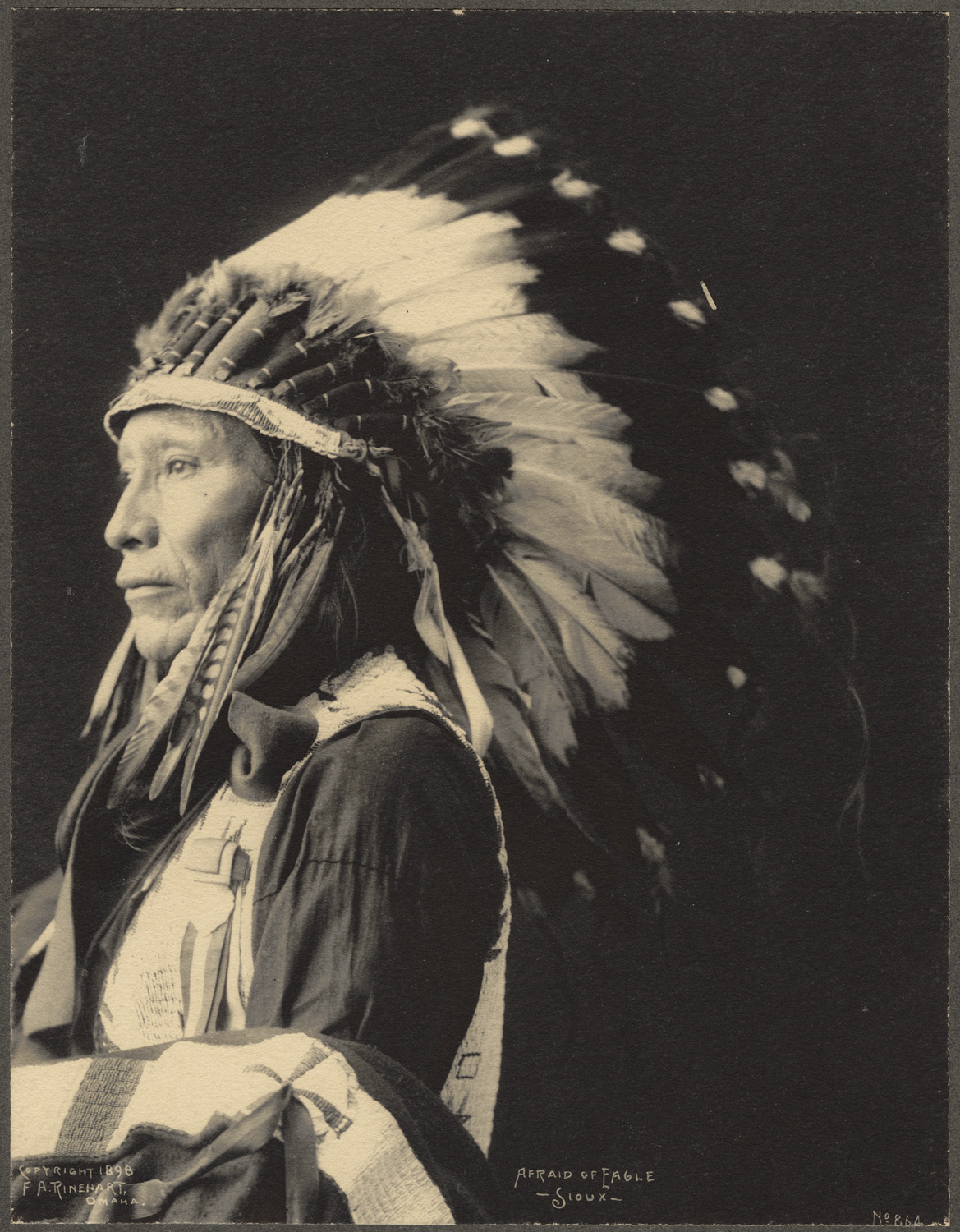
苏族酋长惧鹰（Afraid of Eagle）
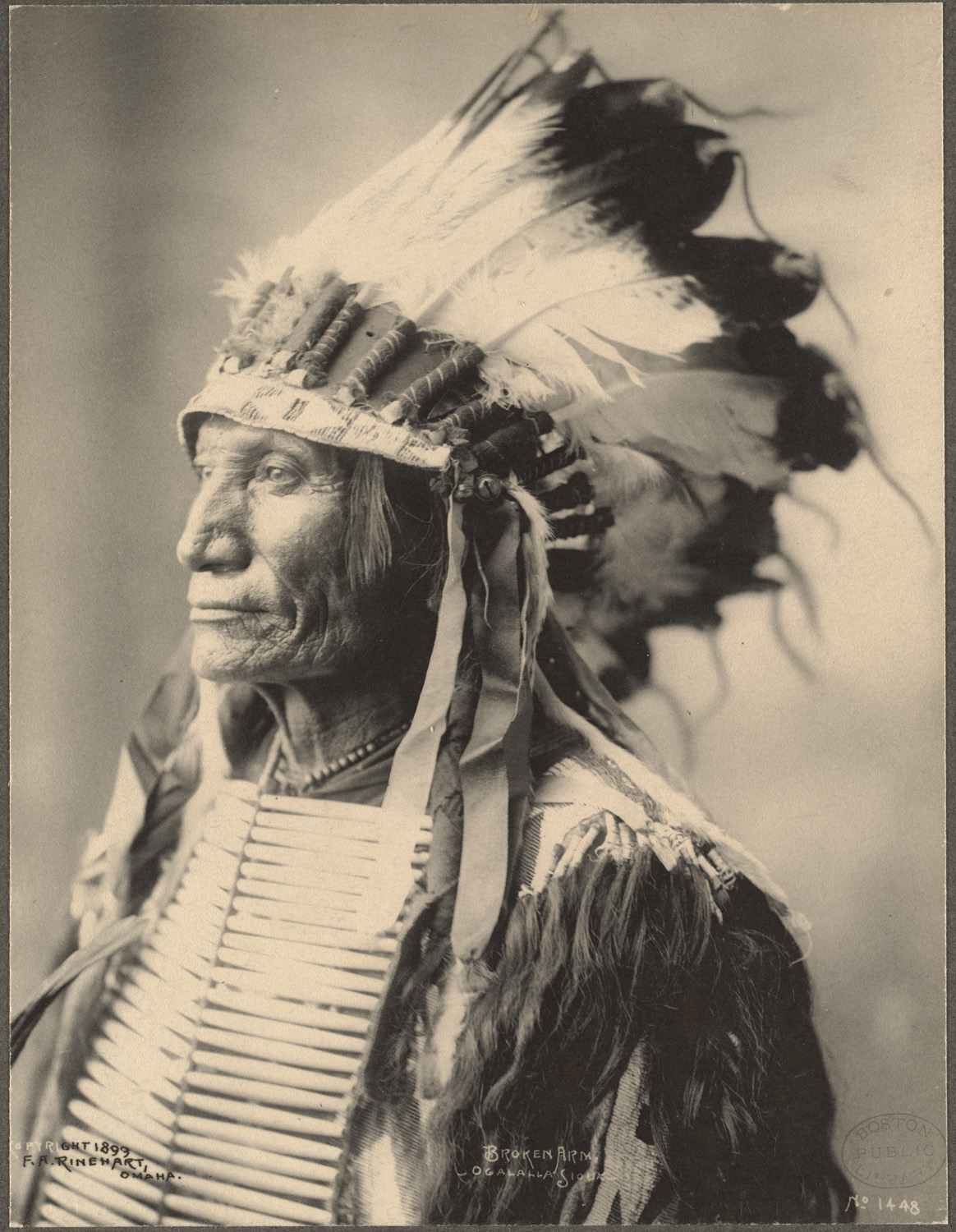
苏族酋长断臂（Broken Arm）
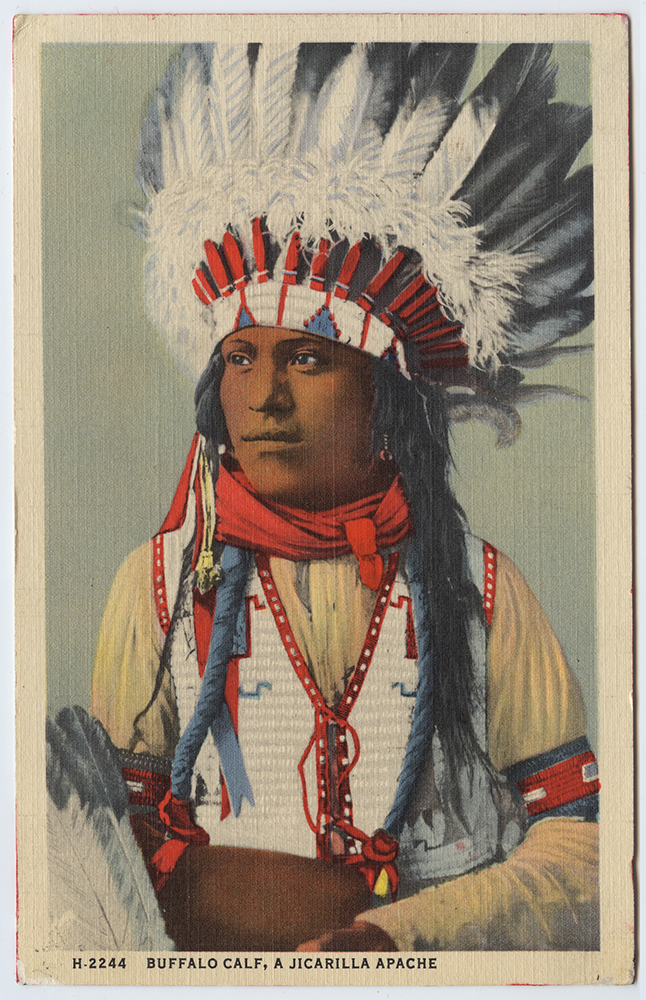
阿帕奇族酋长野牛犊（Buffalo Calf）
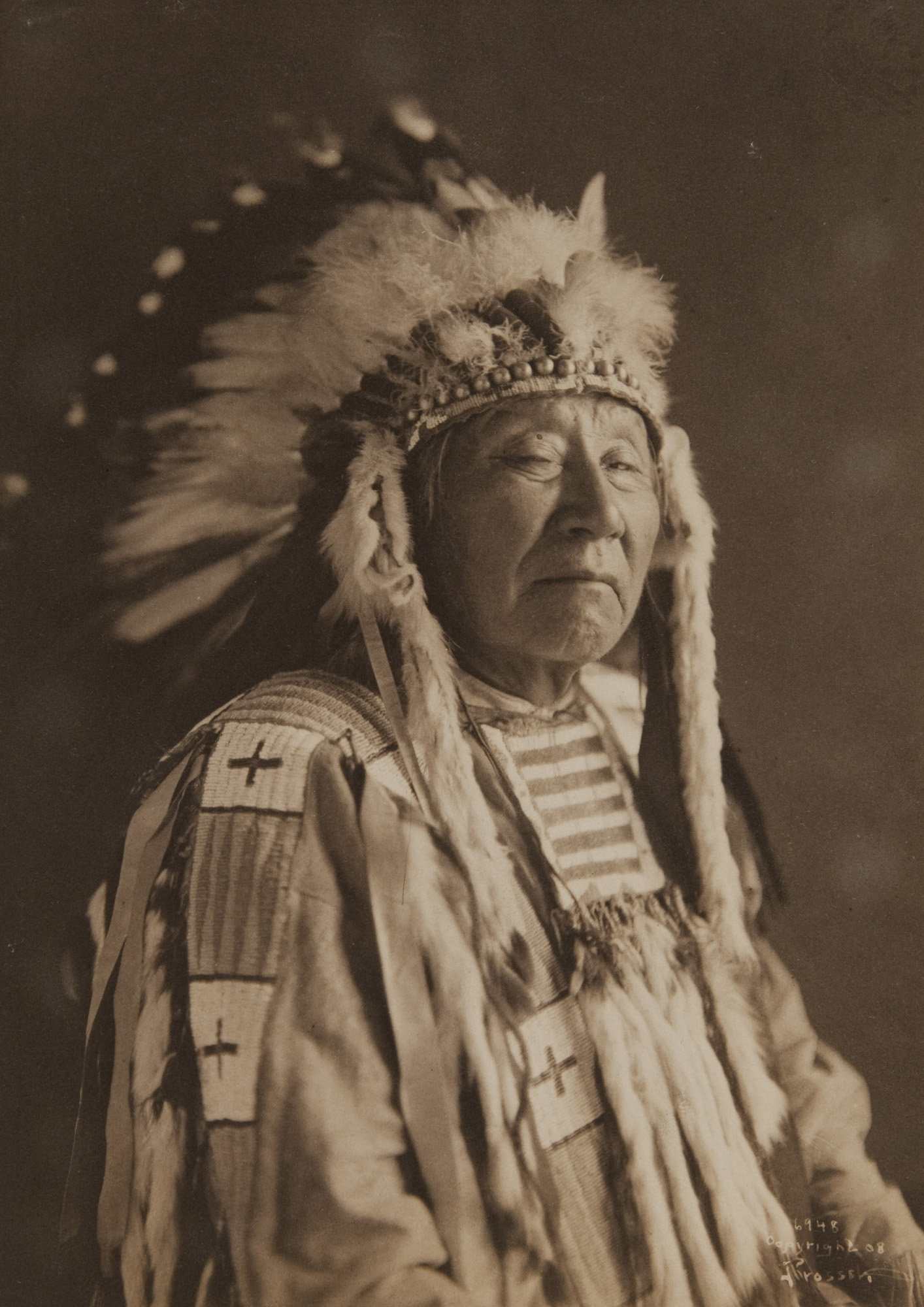
夏延族酋长疯头（Crazy Head）
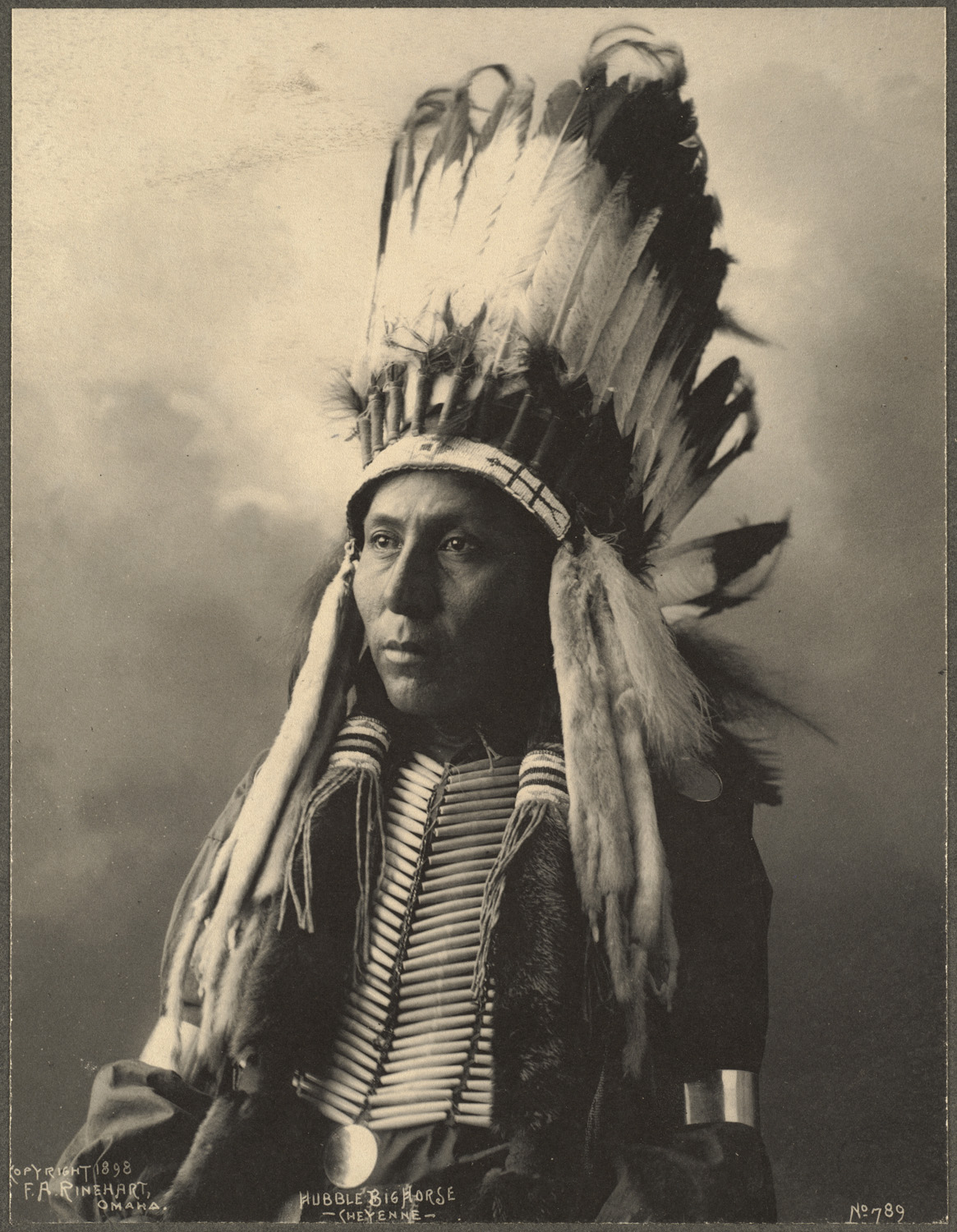
夏延族酋长凸大马（Hubble Big Horse）
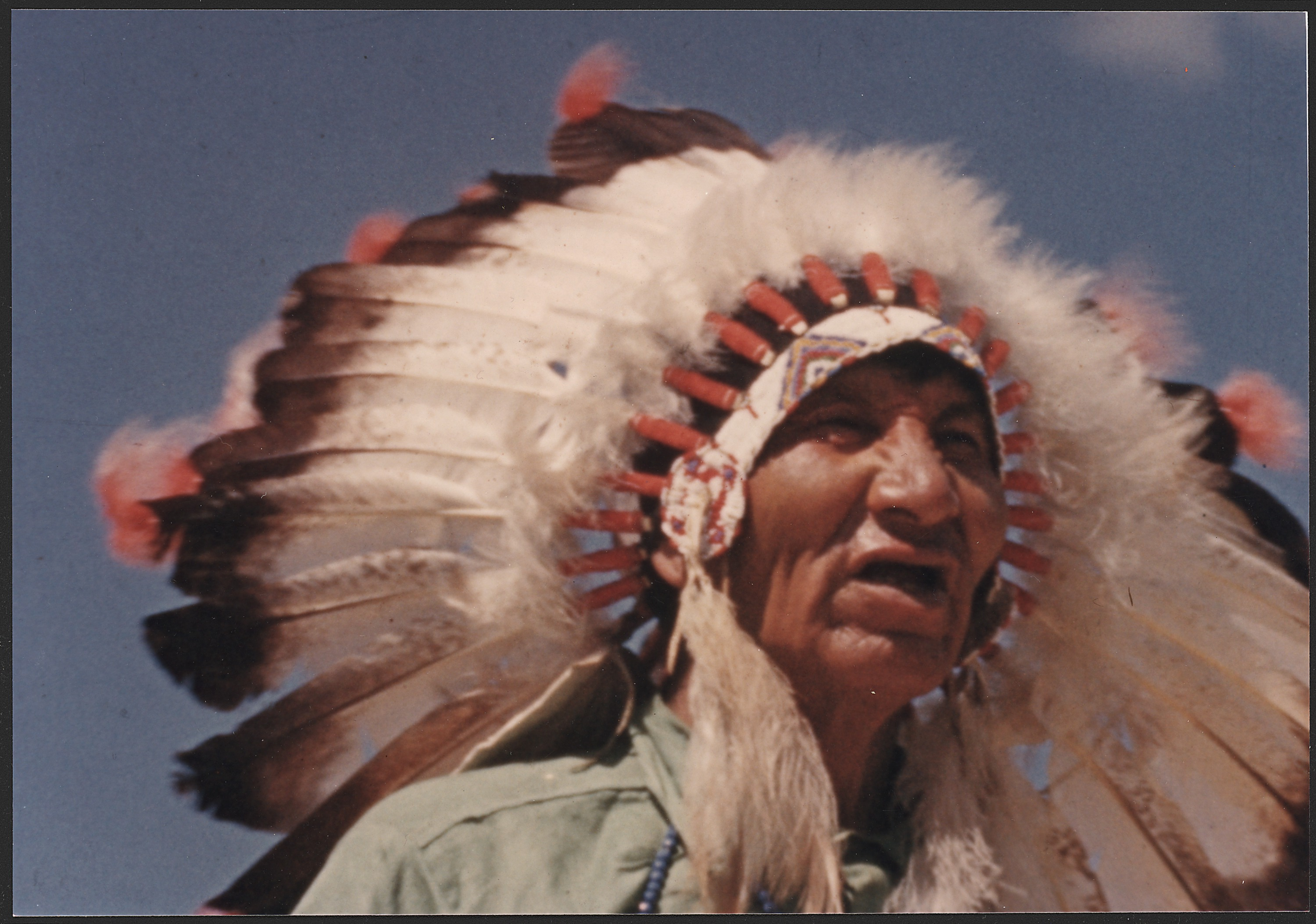
1942年彩色摄影

现代重构的战冠矢量图形
俄克拉荷马州国民警卫队徽章
美国陆军第2步兵师臂章